# Amhar
Amhar (anche Amrou, Amr, Amir, o Anir) è un figlio di Re Artù menzionato in un'appendice della Historia Brittonum, che fu ucciso dal padre nel corso di uno sconosciuto conflitto e sepolto a Ergyng (oggi Archenfield, nell'Herefordshire occidentale). La sua tomba è una delle "Meraviglie della Britannia".